# いっしょけんめいハジメくん
『いっしょけんめいハジメくん』は、1981年から1985年にかけて『ヤングジャンプ』（集英社）に連載されたコンタロウの漫画作品。ヤングジャンプコミックス全17巻。
「いっしょうけんめい - 」と誤記されがちであるが、「いっしょけんめい - 」の表記が正しい。
それまで『1・2のアッホ!!』『ルーズ!!ルーズ!!』などナンセンスなギャグマンガを少年誌中心に描いてきた作者が、ギャグマンガのテイストは残しつつも、青年誌において初めてサラリーマンものというジャンルに挑んだ作品である。連載期間としては作者最長の作品となった。

## あらすじ
私立K・O大学（ケーオーだいがく）を卒業して商事会社「大手商事」に就職した天地ハジメが、様々な失敗を繰り返しながらもサラリーマンとして成長していく姿をコミカルに描く。

## 登場人物
天地ハジメ
主人公。背は低いが、口を引き締め、前を強く見据えながら、指先を伸ばして行進調に歩くのが特徴。明朗快活で仕事熱心だがドジでおっちょこちょい。
天地めぐみ（旧姓：長谷）
ハジメの先輩の女性社員（ただし高卒なのでハジメより歳は下）。ショートカットで眼鏡を着用。後にハジメからプロポーズをされ妻となる

## 続編
- 新いっしょけんめいハジメくん

1986年から1990年にかけて『ビジネスジャンプ』（集英社）に連載、ビジネスジャンプコミックス全11巻。
- いっしょけんめいハジメくん

2002年から2003年にかけて『ビジネスジャンプ』（集英社）にて復活新連載。ヤングジャンプコミックス全2巻。

- 田舎の家のたたみ方（共著:三星雅人）

2011年にメディアファクトリー刊行。解説文と漫画が交互に挟まり、ハジメくん夫妻が実家のたたみ方を実践するハウツー本。

## 関連書
- 『ハジメくん夫妻マンションを買う』（2000年 集英社）